# Râul Sărățel, Buzău
Râul Sărățel este un curs de apă, afluent pe stânga al râului Buzău, în care se varsă în dreptul localității Berca.

## Hărți
- Harta Județului Buzău